# Chrysallida sigmoidea
Chrysallida sigmoidea is een slakkensoort uit de familie van de Pyramidellidae. De wetenschappelijke naam van de soort is voor het eerst geldig gepubliceerd in 1880 door Monterosato.